# Ik ben verliefd, Shalalie
Ik ben verliefd, Shalalie é uma música escrita por Pierre Kartner, que foi revelada a 18 de Dezembro de 2009. A canção será apresentada no Festival Eurovisão da Canção 2010, em Oslo, como representante da Holanda na Eurovisão 2010.